# Втрачений горіх
Втрачений горіх (англ. Gone Nutty) — короткометражний мультфільм Blue Sky Studios із серії «Льодовиковий період», де головним персонажем стає білка на ім'я Скрет. У 2004 році мультфільм був номінований на премію «Оскар» у категорії «Найкращий анімаційний короткометражний фільм».

## Сюжет
Скрет приносить черговий жолудь до великого дерева, вщерть заповненому іншими жолудями. Залишилося лише одне вільне місце, і щуробілка наполегливо намагається помістити туди свій жолудь. Але він ніяк не хоче закріплюватися в ямочки і постійно звідти вислизає. Після декількох безуспішних спроб Скрету усе-таки вдається запихнути жолудь в ямочку, через що всі інші жолуді починають викочуватися з дерева через дупло. Скрет намагається всі їх зібрати, але жолуді падають з обриву разом з ним. Падаючи з великої висоти, Скрет починає збирати жолуді в велику кулю. Разом з кулею Скрет падає на землю.
Один із жолудів, продовжуючи падіння, летить у напрямку голови Скрета, стрімко набираючи швидкість і починаючи горіти. Скрет намагається вилізти з ями, у яку впав, але руки в ній застрягають. Жолудь падає прямо на Скрета, який від сильного удару прорубує тріщину в льодовику. Починається Дрейф континентів, і всі жолуді розходяться по різних материках. Лише Скрет залишається один на маленькому шматку льодовика з останнім обвугленим жолудем, який відразу ж розсипається. Від нього залишається тільки шапочка, яку Скрет надягає собі на голову.